# 阿森特冰川
83°13′S 156°24′E / 83.217°S 156.400°E
阿森特冰川（英語：Ascent Glacier）是南極洲的冰川，位於奧次地，寬4公里，最終在米蘭嶺注入阿戈西冰川，由新西蘭探險隊命名，現時由南極條約體系管理。